# Nerpalka
La Nerpalka (in russo Нерпалка?) o Bol'šoj Tetër (Большой Тетёр)  è un fiume della Siberia Occidentale, affluente di sinistra della Konda (bacino idrografico dell'Irtyš). Scorre nel Kondinskij rajon del Circondario autonomo degli Chanty-Mansi-Jugra, in Russia.
Il fiume ha origine e scorre in direzione sud-ovest nella pianura della Konda (Кондинская низменность) in una zona scarsamente popolata, disseminata di laghi e paludi. La sua lunghezza è di 152 km e il suo bacino è di 1 090 km². Sfocia nella Konda a 680 km dalla foce, nel territorio del distretto urbano di Uraj.